# Villa de Otura
Villa de Otura (oficialment Otura fins a 2013) és un municipi situat en la part septentrional de la Vega de Granada (província de Granada), a uns 12 km de la capital granadina, en el sud-est d'Espanya. Limita amb els municipis de Gójar, Dílar, El Padul i Alhendín. En el seu terme municipal es troba el port del Suspiro del Moro. Compte amb un camp de golf i nombroses urbanitzacions la qual cosa ha elevat notablement el preu del sòl i de l'habitatge, a més de la superfície construída i la població del municipi.